# Il fortunato inganno
Il fortunato inganno è un dramma giocoso in due atti di Gaetano Donizetti, su libretto di Andrea Leone Tottola, rappresentato per la prima volta al Teatro Nuovo di Napoli il 3 settembre 1823.
Di ritorno a Napoli nel marzo 1823, Donizetti iniziò a lavorare su due libretti di Tottola: Alfredo il Grande, un'opera seria per il San Carlo, e Il fortunato inganno, opera buffa destinata al Teatro Nuovo. Il cast della prima vedeva in cartellone Carlo Casaccia nel ruolo di Lattanzio, Teresina Melas (Aurelia), Francesca Checcherini (Fulgenzia), Clementina Grossi (Fiordelisa), Giuseppe Fioravanti (Ortensio), Marco Venier (Edoardo), Carlo Moncada (Bequadro), Raffaele Casaccia (Vulcano), Giuseppe Papi (Biscaglino), Raffaele Sarti (Ascanio).

## Trama
La vicenda, dalla trama molto esile, si svolge a Roma. La compagnia diretta dal capocomico Lattanzio Lattrughelli sta provando una nuova opera, con il solito corollario di litigi, incomprensioni, incidenti. La giovane Eugenia è innamorata, ricambiata, di un giovane tenente di cavalleria, Edoardo, ma lo zio di quest'ultimo, il colonnello Franceschetti, rifiuta di dare il consenso alle nozze del nipote con un'attrice. Ma Aurelia, moglie di Lattanzio e zia di Eugenia, fingendosi contessa (l'"inganno" del titolo), fa innamorare di sé il colonnello e mostra di accettare la sua corte, imponendogli però, in cambio, di accettare il matrimonio tra i due giovani. Quando scoprirà di essere stato giocato, il colonnello, dopo un'iniziale reazione di rabbia, acconsentirà al lieto fine generale.

## Struttura musicale
- Sinfonia

### Atto I
- N. 1 - Introduzione Bella Dea! Se pegno ognora (Bequadro, Vulcano, Fulgenzia, Biscaglino, Ascanio, Coro)
- N. 2 - Cavatina di Lattanzio Addò sta chi me dicette
- N. 3 - Terzetto fra il Colonnello, Aurelia e Lattanzio Quanto, gentil contessa
- N. 4 - Cavatina di Edoardo Ah! se rinasce in seno
- N. 5 - Duetto fra Aurelia e Lattanzio Della moglie il marito è un servitore
- N. 6 - Aria di Bequadro In quel soave occhietto
- N. 7 - Finale I Ah! miei cari! Io sono amante (Edoardo, Vulcano, Fulgenzia, Colonnello, Lattanzio, Aurelia, Bequadro, Eugenia, Biscaglino, Coro, Ascanio)

### Atto II
- N.8 - Aria del Colonnello Scaccia dal cor colei
- N. 9 - Terzetto fra Aurelia, Fulgenzia e Bequadro Io tel dissi, l'assicuro
- N. 10 - Duetto fra Vulcano e Lattanzio Statte 'nguardia don Lattà!
- N. 11 - Aria di Aurelia La tenzon io non ricuso (Aurelia, Colonnello, Lattanzio, Vulcano, Edoardo, Fulgenzia, Coro)
- N. 12 - Finale II Mortal più beato (Edoardo, Colonnello, Aurelia, Eugenia, Lattanzio, Vulcano, Bequadro, Fulgenzia, Biscaglino, Ascanio, Fiordelisa, Coro)

## Analisi
Secondo Kaminski, «il libretto contiene fin troppe parti di dialogo parlato, ma Donizetti riesce comunque a mostrare la sua vena satirica, che poi svilupperà ulteriormente in Le convenienze ed inconvenienze teatrali», composta nel 1827, che vede protagonisti ancora una volta i membri di una compagnia teatrale.
Fin dalla prima scena, bersaglio della satira è il mondo dell'opera: il compositore, dall'eloquente nome di Bequadro, seduto al clavicembalo, canta un'aria della sua ultima opera, Bella dea, dagli ornamenti particolarmente elaborati, specialmente una lunga divagazione sulla particella, priva di particolare significato, deh! (allegretto, 3/8). Spiegando a Vulcano le sue idee per l'orchestrazione della sua aria, imita il suono del clarinetto, dell'oboe e del trombone. In seguito, il compositore chiede a Vulcano dei consigli su come comporre degli abbellimenti sulla vocale U, il che dà a Vulcano l'occasione per spiegare che, in contrasto rispetto alle usanze passate, è ora possibile fare vocalizzi sulle I, O e U.
Entra quindi la seconda donna Fulgenzia del Foletto, furiosa perché sostiene che la sua sia una aria di sorbetto (ovvero, nel gergo teatrale, un'aria affidata a un personaggio minore, di scarsa importanza, durante la quale, spesso, il pubblico usciva per mangiare un sorbetto), e rifiuta di cantarla. Il basso, a sua volta, esige che il suo rondò sia trasposto in la.
Due dei personaggi (Lattanzio e il poeta Vulcano) parlano e cantano in napoletano, secondo le convenzioni e la prassi del Teatro Nuovo, cui lo stesso Donizetti si piegherà anche in un'altra opera, Emilia di Liverpool.

## Discografia
| Anno | Cast (Lattanzio, Aurelia, Fulgenzia, Eugenia, Fiordelisa, Franceschetti)                          | Direttore, orchestra, coro                                                     | Etichetta               |
| ---- | ------------------------------------------------------------------------------------------------- | ------------------------------------------------------------------------------ | ----------------------- |
| 1998 | Domenico Colaianni, Stefania Donzelli, Magali Damonte, Eun-Joo Lee, Madia Todisco, Nicolas Rivenq | Arnold Bosman, Orchestra Internazionale d'Italia, Coro da camera di Bratislava | CD Audio: Dynamic Italy |